# Li Yan (łyżwiarka)
Li Yan (chiń. 李琰; ur. 8 września 1968 w Baoquanling) – chińska łyżwiarka szybka specjalizująca się w short tracku, srebrna medalistka igrzysk olimpijskich, multimedalistka mistrzostw świata.
W 1988 roku wzięła udział w konkurencjach pokazowych w short tracku podczas igrzysk olimpijskich w Calgary. W zawodach tych zajęła 3. miejsce w biegach na 500 i 1500 m, 4. w sztafecie, 5. w biegu na 3000 m oraz 11. na 1000 m.
W 1992 roku wystąpiła na igrzyskach olimpijskich w Albertville, podczas których wzięła udział w dwóch konkurencjach – zdobyła srebrny medal olimpijski w biegu na 500 m i zajęła ósme miejsce w biegu sztafetowym. 
W latach 1988–1993 zdobyła trzy medale mistrzostw świata (dwa srebrne i jeden brązowy), w 1991 roku srebrny medal drużynowych mistrzostw świata, a w 1990 roku złoty i brązowy medal igrzysk azjatyckich w Sapporo.